# Szerémy Gyula
Szerémy Gyula (Salgótarján, 1934. október 12. – Balassagyarmat, 2012. február 22.) Prima Primissima díjas pedagógus.

## Életrajza
Anyai nagypapája a Rimamurány - Salgótarján Vasmű Rt. (később Salgótarjáni Kohászati Üzemek) megbecsült alkalmazottja volt, ezért éltek a salgótarjáni kolóniában. A nagypapa szakmai tudására olyannyira  számított a vezetés, hogy a nyugdíjas, idős szakembert hintóval szállították a gyár területére, hogy felügyelje a fiatal kollégákat. Szerémy Gyula édesapja (id. Szerémy Gyula) kereskedőként, édesanyja (Horányi Gizella) szakácsnőként dolgozott. A házaspárnak három gyermeke született. A legidősebb Gyula (1934), a középső Béla (1936), majd a legfiatalabb testvér Edit (1939).
Szerémy Gyula már az acélgyári óvoda gondoskodását élvezte, általános iskolai tanulmányait is a gyár iskolájában végezte. A rimamurányiak pazarul felszerelt iskolája mintául szolgált az optimális iskolaképéhez, melyhez kétszeres iskolaalapítóként szívesen visszanyúlt. Egész életében hálás volt az acélgyári vezetőség, a Rimamurány - Salgótarján Vasmű Rt.  kultúrapártolásáért, mely az ő számára is jó alapot adott életéhez. A gimnáziumot Salgótarjánban kezdte el, de rövid időre ő lett a családfenntartó 15 évesen, emiatt abbahagyta a tanulmányait. Már ekkoriban is nyilvánvaló volt a számok iránti vonzalma, így az egy éves családfenntartó munka a Salgótarjáni Kőszénbánya Rt. szénbányájában, bérelszámolói feladatot jelentett.
Eleinte leginkább a színészet iránt vonzódott - a Petőfi Színjátszó Szakosztályban ő játszotta Nyilas Misit a Légy jó mindhalálig-ban. Családjában volt hagyománya a színészetnek. Nagyapja unokatestvére volt Szerémy Zoltán és a szintén színésznő Szerémy Gizella. Később az orvosi pályát választotta volna, de családja anyagiak hiányában ebben nem tudta volna támogatni.
Amikor valamelyest rendeződött a család anyagi helyzete, felvételt nyert a sárospataki tanítóképzőbe - ahová már az egy évvel fiatalabb öccsével, Bélával egy osztályba kerülve tanult. Gyula és Béla itt vehették át diplomájukat 1955-ben. Szerémy Gyula 2005-ben ünnepélyes keretek között vette át az aranydiplomát Sárospatakon.
Első munkahelye a Salgótarján melletti Cered falu iskolája és művelődési háza, ahol tanító-népművelői állást töltött be. A nógrádi faluban ismerkedett meg későbbi feleségével, a tizenhat éves Cene B. Valériával, akivel 1955-ben házasodtak össze. 1958-ban megszületett első gyermekük, Zoltán, ezt követően még 1960-ig maradtak a feleség szüleinek házában Cereden a Petőfi úton.
A család Endrefalvára került, ahol Szerémy Gyula általános iskolai igazgató lett. Két év igazgatói munka után a járásra nevezték ki tanulmányi felügyelőnek. 1967-ben megszületett második gyermekük, Andrea. Szerémy Gyula család mellett elvégezte az egri tanárképző főiskolát matematika-fizika szakon, majd az ELTE matematika szakán szerzett egyetemi diplomát.  A megépült szécsényi Nógrádi Sándor Gimnázium igazgatója lett 1969-ben, majd az is maradt a gimnáziumnak a mezőgazdasági technikummal való összevonásáig, mely 1982-ben következett be.
1994-ben részt vett a szécsényi új gimnázium, a Kőrösi Csoma Sándor Gimnázium megalapításában, melynek igazgatójaként működött 1999-ig, nyugdíjba vonulásig. Nyugdíjas éveiben óraadóként tanított Nógrádsipeken az általános iskolában matematikát és fizikát. Élete során diákok százaival ismertette meg ahogyan ő mondta: " a matematika nemes tudományát" vagy az osztályteremben, vagy a magánórákon.
Egész életében arra törekedett, hogy "kiművelt emberfő" legyen, nem csak saját szakját kedvelte, hanem szinte minden tantárgyban igen tájékozott volt. Érettségi elnökként is tevékenykedve ezt az érettségizők és tanáraik is megtapasztalhatták. Több ízben publikált oktatáspolitikai és oktatás módszertani témákban a Köznevelés és a Népszabadság lapokban.
Kimagasló pedagógiai és oktatásszervezési  tevékenységét 2006-ban három díjjal is kitüntették. Városától megkapta a "Szécsényért" kitüntetést, a Vállalkozók Országos Szövetségétől a megyei Príma-díjat, majd átvehette a Művészetek Palotájában a rangos díjat, a Príma Primissima - díjat a magyar oktatás és köznevelés kategóriában.
A családban pedagógiai örökségét őrzi lánya, Andrea, aki ének tanár és drámapedagógus.
Halála napjáig tanított. Hetvennyolc évesen egy otthoni rosszullét után hunyt el szívelégtelenségben 2012-ben a balassagyarmati kórház belgyógyászati osztályán.